# Shawn Stasiak
Shawn Emile Stipich (* 21. Juli 1970 in Hayward, Kalifornien) ist ein ehemaliger kanadisch-amerikanischer Wrestler, der heute als Chiropraktiker arbeitet. Er wurde unter dem Ringnamen Shawn Stasiak bekannt und trat sowohl in der World Wrestling Federation / Entertainment, wo er den WWE-Hardcore-Champion-Titel insgesamt 15 mal gewinnen durfte, und bei World Championship Wrestling auf. Dort gewann er dreimal die WCW World Tag Team Championship. Er ist außerdem der Sohn des ehemaligen WWWF World Heavyweight Champions Stan "The Man" Stasiak.

## Leben

### Jugend
Stipich wuchs in Oakville, Ontario auf, wo er auch die Secondary School besuchte. Dort erlernte er außerdem an der Ontario Federation of School Athletic Associations Ringen. Nach seinem Abschluss studierte er an der Boise State University. Er belegte dort zweimal den zweiten Platz im Ringen bei der Pacific-10 Conference und schloss mit einem Bachelor in „Business communication“ ab. Nach seinem Abschluss trainierte er mit Dory Funk Jr. Wrestling  und trat erstmals 1996 als Shawn Stasiak bei Pacific Coast Championship Wrestling an.

### World Wrestling Federation (1999–2000)
1996 versandte er eine Videokassette mit Clips an die World Westling Federation und durfte an einem Tryout im Oktober 1997 teilnehmen. Im Januar 1998 schloss er einen Entwicklungsvertrag mit der WWF ab und wurde von Tom Prichard bei Power Pro Wrestling in Memphis, Tennessee trainiert. Bei der WWF debütierte er am 13. April 1999 als Meat bei Sunday Night Heat. Er attackierte dort Tiger Ali Singh. In seiner ersten Rolle trat er als Lustknabe der Pretty Mean Sisters (Terri Runnels, Jacqueline und Ryan Shamrock) auf. Meat durfte einige Matches, unter anderem gegen Droz, Brian Christopher und The Blue Meanie gewinnen. Kurz darauf wurde er jedoch zum Jobber degradiert.
Nach ein paar Monaten wurde die Storyline fallen gelassen und Stipich trat als Shawn Stasiak an. Er hatte im Herbst 1999 eine kurze Fehde mit Kurt Angle, der bei der Survivor Series 1999 sein erstes Match gegen ihn bestritt.
Im Dezember 1999 wurde er aus der WWF entlassen, weil er einen Streit zwischen Davey Boy Smith und Steve Blackman ohne deren Erlaubnis mitgeschnitten hatte.

### World Championship Wrestling (2000–2001)
Nachdem Stipich zunächst für Independent-Promotionen angetreten hatte, konnte er im Frühjahr 2000 einen Vertrag bei World Championship Wrestling unterzeichnen. Zunächst trainierte er im  Power Plant mit Paul Orndorff. Danach debütierte er am 10. April 2000 bei Nitro mit einem Angriff auf Curt Hennig. Später trat er der Gruppierung The New Blood bei und begann eine Fehde mit Hennig. Ihm wurden danach Spitznamen wie "The Perfect One" oder "PerfectShawn" verpasst, die auf „Mr. Perfect“, Hennigs Charakter in der WWF anspielten. Stasiak durfte Hennig zweimal besiegen, einmal bei dem Pay-per-View Slamboree.
Im Mai gründete Stasiak das Tag-Team Perfect Event mit Chuck Palumbo. Die beiden wurden World Tag Team Champions, nachdem sie KroniK (Brian Adams and Bryan Clark) besiegen durften. Dies führte zu einer Fehde gegen KroniK, in deren Verlauf sich das Tag-Team-Stable Natural Born Thrillers gründete. Stasiak und Palumbo gewannen den World Tag Team Title zwei weitere Male, wurden dann jedoch aufgeteilt. Stasiak und Mark Jindrak wurden Tag-Team-Partner. Nach einem Match bei SuperBrawl Revenge am 18. Februar 2001 löste sich das Team auf.
Im März 2001 begann Stipich als Einzelwrestler aufzutreten. Stacy Keibler (Miss Hancock) trat als seine Begleitung auf. Als Spitzname bekam er "The Mecca of Manhood". Er trat vor allem als Heel an und hatte eine Fehde mit Bam Bam Bigelow, die bis zur letzten Nitro-Ausgabe am 26. März 2001 lief. WCW war von der WWF aufgekauft worden und auch Stipichs Vertrag ging so an die WWF über.

### WWF/WWE (2001–2002)
Stipich trat im Rahmen der Storyline wieder als Shawn Stasiak als Teil eines Stables von ehemaligen WCW-Wrestlern an. Er wurde diesmal als tollpatschiger Wrestler eingeführt, dem ständig Missgeschicke passierten. Im August 2001 trat Keibler ein paar Mal als seine Begleiterin auf, bis sie Managerin der Dudley Boyz wurde. Kurz darauf verletzte sich Stipich und musste bis Oktober pausieren. Nach seiner Rückkehr verletzte er sich wieder und ihm musste ein Schleimbeutel im Knie entfernt werden. Februar 2002 trainierte er bei der Heartland Wrestling Association, um wieder fit für den Ring zu werden. Im März 2002 kehrte er in die WWE zurück und wurde Teil von WWE Raw, seinen ersten Auftritt harre er am 7. April 2002 gegen Tommy Dreamer bei Sunday Night Heat.
Er bekam ein neues Gimmick verpasst, bei dem er behauptete, vom Planeten „Stasiak“ zu stammen und Stimmen zu hören, die in Reimen zu ihm sprächen. Mit diesem Gimmick trat er bis zum Ende seiner aktiven Wrestling-Zeit an. Er gewann und verlor mehrfach den Hardcore-Titel der WWE gegen unter anderem Steven Richards, Justin Credible, Bradshaw und Tommy Dreamer. Im September bat er um seine Entlassung und verließ WWE am 27. September 2002.

### Nach seiner Wrestlingkarriere
Stipich wurde anschließend Chiropraktiker und arbeitete für ein „Advanced Comprehensive Medical“-Team in Texas. 2010 begann er sich wieder für das Wrestling zu interessieren und trat bei Independent-Promotions als Face auf.

## Titel

### Ringen
- Espoir World Cup
  - Erster Platz (1990)[9][4]

- National Collegiate Athletic Association
  - Top 12 der Division I (1996)[9][10]

- Ontario Federation of School Athletic Associations
  - „Provincial Champion“  (1990)[9][4]

- Pacific-10 Conference
  - „Pac-10 Conference runner-up“ (1994, 1995)[9][4]

### Wrestling
- World Championship Wrestling
  - WCW World Tag Team Championship (3×) – mit Chuck Palumbo[11]

- World Wrestling Federation / World Wrestling Entertainment
  - WWF/E Hardcore Championship (15×)[12]